# استجوابات مجلس الأمة الكويتي
الاستجواب هو أحد أدوات الرقابة التي يقوم بموجبها عضو مجلس الأمة الكويتي بتوجيه اتهام لأحد أعضاء السلطة التنفيذية بخصوص معلومة تثير الشكوك في موضوع محدد. والاستجواب حق للعضو لتقصي الحقائق ومراقبة أداء السلطة التنفيذية، وقد كفل الدستور الكويتي هذا الحق في المادة 100 منه:
| استجوابات مجلس الأمة الكويتي | لكل عضو من أعضاء مجلس الأمة أن يوجه إلى رئيس مجلس الوزراء وإلى الوزراء استجوابات عن الأمور الداخلة في اختصاصاتهم ولا تجري المناقشة في الاستجواب إلا بعد ثمانية أيام على الأقل من يوم تقديمه، وذلك في غير حالة الإستعجال وموافقة الوزير | استجوابات مجلس الأمة الكويتي |

## حالات الاستجواب

### الفصل التشريعي الأول
| استجواب عبد الله الروضان | استجواب عبد الله الروضان                       | استجواب عبد الله الروضان | استجواب عبد الله الروضان | استجواب عبد الله الروضان   | استجواب عبد الله الروضان                            |
| دور الانعقاد             | الوزير المستجوب                                | مقدمي الاستجواب          | تاريخ التقديم            | موضوع الاستجواب            | النتيجة                                             |
| ------------------------ | ---------------------------------------------- | ------------------------ | ------------------------ | -------------------------- | --------------------------------------------------- |
| الأول                    | وزير الشئون الاجتماعية والعمل عبد الله الروضان | محمد أحمد الرشيد         | 29 مايو 1963             | تقديم 30 قسيمة في العديلية | الاكتفاء بالبيان الذي أدلى به الوزير وسُحب الاستجواب |

| استجواب جابر العلي | استجواب جابر العلي                     | استجواب جابر العلي | استجواب جابر العلي | استجواب جابر العلي                           | استجواب جابر العلي                     |
| دور الانعقاد       | الوزير المستجوب                        | مقدمي الاستجواب    | تاريخ التقديم      | موضوع الاستجواب                              | النتيجة                                |
| ------------------ | -------------------------------------- | ------------------ | ------------------ | -------------------------------------------- | -------------------------------------- |
| الثاني             | وزير الكهرباء والماء جابر العلي الصباح | راشد صالح التوحيد  | 22 فبراير 1964     | إيصال التيار الكهربائي والمياه وتحصيل الرسوم | تم مناقشة الاستجواب دون تقديم اقتراحات |

### الفصل التشريعي الثاني
| استجواب خالد الجسار | استجواب خالد الجسار         | استجواب خالد الجسار                              | استجواب خالد الجسار | استجواب خالد الجسار                                  | استجواب خالد الجسار                                              |
| دور الانعقاد        | الوزير المستجوب             | مقدمي الاستجواب                                  | تاريخ التقديم       | موضوع الاستجواب                                      | النتيجة                                                          |
| ------------------- | --------------------------- | ------------------------------------------------ | ------------------- | ---------------------------------------------------- | ---------------------------------------------------------------- |
| الثالث              | وزير العدل خالد احمد الجسار | سليمان يوسف الذويخ حمد مبارك العيار ناصر العصيمي | 12 نوفمبر 1968      | معلومات مغلوطة عن الجنايات وضياع ملفات موظفي الوزارة | طلب تشكيل لجنة للتحقيق فيما ذكر في الاستجواب ورفض المجلس تشكيلها |

### الفصل التشريعي الثالث
| استجواب عبد الرحمن العتيقي | استجواب عبد الرحمن العتيقي             | استجواب عبد الرحمن العتيقي | استجواب عبد الرحمن العتيقي | استجواب عبد الرحمن العتيقي                                  | استجواب عبد الرحمن العتيقي                 |
| دور الانعقاد               | الوزير المستجوب                        | مقدمي الاستجواب            | تاريخ التقديم              | موضوع الاستجواب                                             | النتيجة                                    |
| -------------------------- | -------------------------------------- | -------------------------- | -------------------------- | ----------------------------------------------------------- | ------------------------------------------ |
| الرابع                     | وزير المالية والنفط عبد الرحمن العتيقي | خالد المسعود الفهيد        | 8 ديسمبر 1973              | بشأن الكويتيين غير المصنفين ويتقاضون رواتب يومية في الجمارك | تم مناقشة الاستجواب دون اتخاذ قرارات بشأنه |

| استجواب خالد العدساني | استجواب خالد العدساني               | استجواب خالد العدساني                          | استجواب خالد العدساني | استجواب خالد العدساني                                            | استجواب خالد العدساني                                   |
| دور الانعقاد          | الوزير المستجوب                     | مقدمي الاستجواب                                | تاريخ التقديم         | موضوع الاستجواب                                                  | النتيجة                                                 |
| --------------------- | ----------------------------------- | ---------------------------------------------- | --------------------- | ---------------------------------------------------------------- | ------------------------------------------------------- |
| الرابع                | وزير التجارة والصناعة خالد العدساني | عبد الله النيباري علي ثنيان الغانم سامي المنيس | 20 فبراير 1974        | ارتفاع الأسعار وتطبيق قانون الشركات والتراخيص التجارية والصناعية | تم مناقشة الاستجواب وطلب طرح الثقة، وجددت الثقة بالوزير |

| استجواب عبد الرحمن العتيقي | استجواب عبد الرحمن العتيقي             | استجواب عبد الرحمن العتيقي                  | استجواب عبد الرحمن العتيقي | استجواب عبد الرحمن العتيقي                                    | استجواب عبد الرحمن العتيقي                              |
| دور الانعقاد               | الوزير المستجوب                        | مقدمي الاستجواب                             | تاريخ التقديم              | موضوع الاستجواب                                               | النتيجة                                                 |
| -------------------------- | -------------------------------------- | ------------------------------------------- | -------------------------- | ------------------------------------------------------------- | ------------------------------------------------------- |
| الرابع                     | وزير المالية والنفط عبد الرحمن العتيقي | أحمد النفيسي سالم المرزوق عبد الله النيباري | 4 مايو 1974                | بشأن احتياطي النفط الكويتي والكوادر الكويتية في القطاع النفطي | تم مناقشة الاستجواب وطلب طرح الثقة، وجددت الثقة بالوزير |

### الفصل التشريعي الرابع
لم يقدم أي استجواب

### الفصل التشريعي الخامس
| استجواب عبد الرحمن العوضي | استجواب عبد الرحمن العوضي    | استجواب عبد الرحمن العوضي | استجواب عبد الرحمن العوضي | استجواب عبد الرحمن العوضي | استجواب عبد الرحمن العوضي   |
| دور الانعقاد              | الوزير المستجوب              | مقدمي الاستجواب           | تاريخ التقديم             | موضوع الاستجواب           | النتيجة                     |
| ------------------------- | ---------------------------- | ------------------------- | ------------------------- | ------------------------- | --------------------------- |
| الثاني                    | وزير الصحة عبد الرحمن العوضي | خليفة طلال الجري          | 27 يناير 1982             | بشأن العلاج بالخارج       | تم تحويله للمحكمة الدستورية |

| استجواب حمد الرجيب | استجواب حمد الرجيب                       | استجواب حمد الرجيب                                     | استجواب حمد الرجيب | استجواب حمد الرجيب               | استجواب حمد الرجيب                         |
| دور الانعقاد       | الوزير المستجوب                          | مقدمي الاستجواب                                        | تاريخ التقديم      | موضوع الاستجواب                  | النتيجة                                    |
| ------------------ | ---------------------------------------- | ------------------------------------------------------ | ------------------ | -------------------------------- | ------------------------------------------ |
| الرابع             | وزير الشئون الاجتماعية والعمل حمد الرجيب | مشاري جاسم العنجري خالد سلطان بن عيسى خالد جميعان سالم | 29 نوفمبر 1983     | تجاوزات في توزيع الوحدات السكنية | سحب طلب المناقشة من النواب مقدمي الاستجواب |

| استجواب خلف الخلف | استجواب خلف الخلف              | استجواب خلف الخلف | استجواب خلف الخلف | استجواب خلف الخلف                                             | استجواب خلف الخلف                  |
| دور الانعقاد      | الوزير المستجوب                | مقدمي الاستجواب   | تاريخ التقديم     | موضوع الاستجواب                                               | النتيجة                            |
| ----------------- | ------------------------------ | ----------------- | ----------------- | ------------------------------------------------------------- | ---------------------------------- |
| الرابع            | وزير الكهرباء والماء خلف الخلف | أحمد فهد الطخيم   | 30 أبريل 1984     | عدم وصول مياه قليلة الملوحة لبيوت الدخل المحدود في منطقة بيان | سحب طلب المناقشة من مقدم الاستجواب |

### الفصل التشريعي السادس
| استجواب سلمان الدعيج | استجواب سلمان الدعيج                             | استجواب سلمان الدعيج                               | استجواب سلمان الدعيج | استجواب سلمان الدعيج                                 | استجواب سلمان الدعيج                   |
| دور الانعقاد         | الوزير المستجوب                                  | مقدمي الاستجواب                                    | تاريخ التقديم        | موضوع الاستجواب                                      | النتيجة                                |
| -------------------- | ------------------------------------------------ | -------------------------------------------------- | -------------------- | ---------------------------------------------------- | -------------------------------------- |
| الأول                | وزير العدل والشؤون القانونية سلمان الدعيج الصباح | مبارك فهد الدويلة أحمد الربعي حمد عبد الله الجوعان | 16 أبريل 1985        | بشأن صرف سندات لولده القاصر من صندوق صغار المستثمرين | تم طلب طرح الثقة وتخلى الوزير عن منصبه |

| استجواب علي الخليفة | استجواب علي الخليفة                           | استجواب علي الخليفة                                  | استجواب علي الخليفة | استجواب علي الخليفة                       | استجواب علي الخليفة                              |
| دور الانعقاد        | الوزير المستجوب                               | مقدمي الاستجواب                                      | تاريخ التقديم       | موضوع الاستجواب                           | النتيجة                                          |
| ------------------- | --------------------------------------------- | ---------------------------------------------------- | ------------------- | ----------------------------------------- | ------------------------------------------------ |
| الثاني              | وزير النفط والصناعة علي الخليفة العذبي الصباح | مشاري جاسم العنجري عبد الله فهد النفيسي جاسم القطامي | 24 يونيو 1986       | بشأن الأحداث التي وقعت في المنشآت النفطية | حل مجلس الأمة حلاً غير دستوري ولم يناقش الاستجواب |

| استجواب جاسم الخرافي | استجواب جاسم الخرافي                     | استجواب جاسم الخرافي                           | استجواب جاسم الخرافي | استجواب جاسم الخرافي                 | استجواب جاسم الخرافي                             |
| دور الانعقاد         | الوزير المستجوب                          | مقدمي الاستجواب                                | تاريخ التقديم        | موضوع الاستجواب                      | النتيجة                                          |
| -------------------- | ---------------------------------------- | ---------------------------------------------- | -------------------- | ------------------------------------ | ------------------------------------------------ |
| الثاني               | وزير المالية والاقتصاد جاسم محمد الخرافي | ناصر فهد البناي خميس طلق عقاب سامي أحمد المنيس | 24 يونيو 1986        | مخالفات صندوق الضمان لمعاملات الأسهم | حل مجلس الأمة حلاً غير دستوري ولم يناقش الاستجواب |

| استجواب عيسى المزيدي | استجواب عيسى المزيدي             | استجواب عيسى المزيدي                                      | استجواب عيسى المزيدي | استجواب عيسى المزيدي                          | استجواب عيسى المزيدي                             |
| دور الانعقاد         | الوزير المستجوب                  | مقدمي الاستجواب                                           | تاريخ التقديم        | موضوع الاستجواب                               | النتيجة                                          |
| -------------------- | -------------------------------- | --------------------------------------------------------- | -------------------- | --------------------------------------------- | ------------------------------------------------ |
| الثاني               | وزير المواصلات عيسى محمد المزيدي | محمد سليمان المرشد فيصل عبد الحميد الصانع أحمد يعقوب باقر | 24 يونيو 1986        | بشأن تحصيل رسوم الخدمات الهاتفية من المشتركين | حل مجلس الأمة حلاً غير دستوري ولم يناقش الاستجواب |

| استجواب حسن الإبراهيم | استجواب حسن الإبراهيم      | استجواب حسن الإبراهيم                | استجواب حسن الإبراهيم | استجواب حسن الإبراهيم                                                   | استجواب حسن الإبراهيم                            |
| دور الانعقاد          | الوزير المستجوب            | مقدمي الاستجواب                      | تاريخ التقديم         | موضوع الاستجواب                                                         | النتيجة                                          |
| --------------------- | -------------------------- | ------------------------------------ | --------------------- | ----------------------------------------------------------------------- | ------------------------------------------------ |
| الثاني                | وزير التربية حسن الإبراهيم | راشد سيف الحجيلان أحمد نصار الشريعان | 1 يوليو 1986          | سياسة الوزير في إدارة الوزارة والجامعة وبعض التجاوزات المالية والإدارية | حل مجلس الأمة حلاً غير دستوري ولم يناقش الاستجواب |

### الفصل التشريعي السابع
| استجواب أحمد الربعي | استجواب أحمد الربعي                      | استجواب أحمد الربعي | استجواب أحمد الربعي | استجواب أحمد الربعي                         | استجواب أحمد الربعي                      |
| دور الانعقاد        | الوزير المستجوب                          | مقدمي الاستجواب     | تاريخ التقديم       | موضوع الاستجواب                             | النتيجة                                  |
| ------------------- | ---------------------------------------- | ------------------- | ------------------- | ------------------------------------------- | ---------------------------------------- |
| الثالث              | وزير التربية والتعليم العالي أحمد الربعي | مفرج نهار المطيري   | 7 فبراير 1995       | مخالفات في جامعة الكويت والتعاقدات الخارجية | تم طلب طرح الثقة وتم تجديد الثقة بالوزير |

### الفصل التشريعي الثامن
| استجواب ناصر الروضان | استجواب ناصر الروضان                              | استجواب ناصر الروضان                        | استجواب ناصر الروضان | استجواب ناصر الروضان                     | استجواب ناصر الروضان                                              |
| دور الانعقاد         | الوزير المستجوب                                   | مقدمي الاستجواب                             | تاريخ التقديم        | موضوع الاستجواب                          | النتيجة                                                           |
| -------------------- | ------------------------------------------------- | ------------------------------------------- | -------------------- | ---------------------------------------- | ----------------------------------------------------------------- |
| الأول                | نائب رئيس مجلس الوزراء ووزير المالية ناصر الروضان | سامي المنيس أحمد المليفي مشاري محمد العصيمي | 5 يوليو 1997         | تنظيم استغلال أراضي الفضاء وأملاك الدولة | تم مناقشة الاستجواب وقدم اقتراح بقفل باب النقاش وتم الموافقة عليه |

| استجواب سعود الناصر |                                 |                                                 |               |                                                |                                                                                |
| دور الانعقاد        | الوزير المستجوب                 | مقدمي الاستجواب                                 | تاريخ التقديم | موضوع الاستجواب                                | النتيجة                                                                        |
| ------------------- | ------------------------------- | ----------------------------------------------- | ------------- | ---------------------------------------------- | ------------------------------------------------------------------------------ |
| الثاني              | وزير الإعلام سعود الناصر الصباح | محمد العليم وليد مساعد الطبطبائي فهد صالح الخنة | 27 يناير 1998 | السماح بتداول كتب ممنوعة في معرض الكويت للكتاب | تم مناقشة الاستجواب وقدم طلب طرح الثقة إلا أن الحكومة استقالت قبل مداولة الطلب |

| استجواب محمد الخالد | استجواب محمد الخالد              | استجواب محمد الخالد | استجواب محمد الخالد | استجواب محمد الخالد         | استجواب محمد الخالد                                                          |
| دور الانعقاد        | الوزير المستجوب                  | مقدمي الاستجواب     | تاريخ التقديم       | موضوع الاستجواب             | النتيجة                                                                      |
| ------------------- | -------------------------------- | ------------------- | ------------------- | --------------------------- | ---------------------------------------------------------------------------- |
| الثاني              | وزير الداخلية محمد الخالد الصباح | حسين القلاف         | 1 يونيو 1998        | قضايا تتعلق بوزارة الداخلية | طلبت الحكومة بأن تكون الجلسة سرية وانسحب مقدم الطلب ولم تتم مناقشة الاستجواب |

| استجواب أحمد الكليب | استجواب أحمد الكليب                                    | استجواب أحمد الكليب | استجواب أحمد الكليب | استجواب أحمد الكليب                                     | استجواب أحمد الكليب                                                     |
| دور الانعقاد        | الوزير المستجوب                                        | مقدمي الاستجواب     | تاريخ التقديم       | موضوع الاستجواب                                         | النتيجة                                                                 |
| ------------------- | ------------------------------------------------------ | ------------------- | ------------------- | ------------------------------------------------------- | ----------------------------------------------------------------------- |
| الثالث              | وزير العدل والأوقاف والشؤون الإسلامية أحمد خالد الكليب | عباس حسين الخضاري   | 14 أبريل 1999       | التقصير في المسؤوليات تجاه أخاء مطبعية في القرآن الكريم | نوقش الاستجواب وقدم عشرون عضواً طلب طرح الثقة وتم حل المجلس في نفس اليوم |

### الفصل التشريعي التاسع
| استجواب عادل الصبيح | استجواب عادل الصبيح                                         | استجواب عادل الصبيح                            | استجواب عادل الصبيح | استجواب عادل الصبيح                                    | استجواب عادل الصبيح                                            |
| دور الانعقاد        | الوزير المستجوب                                             | مقدمي الاستجواب                                | تاريخ التقديم       | موضوع الاستجواب                                        | النتيجة                                                        |
| ------------------- | ----------------------------------------------------------- | ---------------------------------------------- | ------------------- | ------------------------------------------------------ | -------------------------------------------------------------- |
| الثالث              | وزير الكهرباء والماء ووزير الدولة لشؤون الإسكان عادل الصبيح | مرزوق فالح الحبيني مسلم محمد البراك وليد الجري | 4 نوفمبر 2000       | القضية الإسكانية ومخالفة المادة 131 من الدستور الكويتي | تم مناقشة الاستجواب وقدم طلب طرح الثقة وتم تجديد الثقة بالوزير |

| استجواب سعد الهاشل | استجواب سعد الهاشل    | استجواب سعد الهاشل | استجواب سعد الهاشل | استجواب سعد الهاشل | استجواب سعد الهاشل                            |
| دور الانعقاد       | الوزير المستجوب       | مقدمي الاستجواب    | تاريخ التقديم      | موضوع الاستجواب | النتيجة                                       |
| ------------------ | --------------------- | ------------------ | ------------------ | --- | --------------------------------------------- |
| الثالث             | وزير العدل سعد الهاشل | حسين القلاف        | 27 يناير 2001      | - التعسف والظلم في حق أحد القضاة - ضعف تطبيق القانون في مقتل طفل - الإهمال في مطاردة سراق المال العام - الإهمال في الحد من الفساد | لم يتم مناقشة الاستجواب وذلك لاستقالة الحكومة |

| استجواب أحمد باقر | استجواب أحمد باقر                               | استجواب أحمد باقر | استجواب أحمد باقر | استجواب أحمد باقر | استجواب أحمد باقر                                                                                                   |
| دور الانعقاد      | الوزير المستجوب                                 | مقدمي الاستجواب   | تاريخ التقديم     | موضوع الاستجواب | النتيجة |
| ----------------- | ----------------------------------------------- | ----------------- | ----------------- | --- | --- |
| الرابع            | وزير العدل والأوقاف والشؤون الإسلامية أحمد باقر | حسين القلاف       | 24 نوفمبر 2001    | - سوء تطبيق القانون في قضية الطفل الموءود - تجاوزات في السلك القضائي في وزارة العدل - حفظ قضايا شيكات بدون رصي - حفظ قضايا نتعلقة بالإتجار بالمخدرات | تم تحويل موضوع الاستجواب للجنة الشؤون التشريعية والقانونية وتم مناقشة نتائج اللجنة وتم التصويت على إقفال باب النقاش |

| استجواب مساعد الهارون | استجواب مساعد الهارون                           | استجواب مساعد الهارون | استجواب مساعد الهارون | استجواب مساعد الهارون                                                  | استجواب مساعد الهارون                                      |
| دور الانعقاد          | الوزير المستجوب                                 | مقدمي الاستجواب       | تاريخ التقديم         | موضوع الاستجواب                                                        | النتيجة                                                    |
| --------------------- | ----------------------------------------------- | --------------------- | --------------------- | ---------------------------------------------------------------------- | ---------------------------------------------------------- |
| الرابع                | وزير التربية والتعليم العالي مساعد راشد الهارون | حسن جوهر              | 3 مارس 2002           | الإخلال باللوائح الجامعية وبمدأ المساواة وعدم تطبيق قانون منع الاختلاط | تم مناقشة الاستجواب واكتفى المجلس بما تعهد به وزير التربية |

| استجواب يوسف الإبراهيم | استجواب يوسف الإبراهيم                                                            | استجواب يوسف الإبراهيم             | استجواب يوسف الإبراهيم | استجواب يوسف الإبراهيم | استجواب يوسف الإبراهيم                                     |
| دور الانعقاد           | الوزير المستجوب                                                                   | مقدمي الاستجواب                    | تاريخ التقديم          | موضوع الاستجواب | النتيجة                                                    |
| ---------------------- | --------------------------------------------------------------------------------- | ---------------------------------- | ---------------------- | --- | ---------------------------------------------------------- |
| الرابع                 | وزير المالية ووزير التخطيط ووزير الدولة لشؤون التنمية الإدارية يوسف حمد الإبراهيم | مبارك فهد الدويلة مسلم محمد البراك | 26 مايو 2002           | - التهاون والتفريط في أملاك الدولة - التسبب في خسارة مالية للدولة - تجاهل الوزير لقرارات مجلس الأمة - الانحراف في تطبيق قانون دعم العمالة الوطنية - تجاوزات مالية لدى الهيئة العامة للاستثمار وصندوق التنمية الكويتية | نوقش الاستجواب وتم تقديم طلب طرح الثقة وجددت الثقة بالوزير |

| استجواب طلال العيار | استجواب طلال العيار                                             | استجواب طلال العيار | استجواب طلال العيار | استجواب طلال العيار           | استجواب طلال العيار                         |
| دور الانعقاد        | الوزير المستجوب                                                 | مقدمي الاستجواب     | تاريخ التقديم       | موضوع الاستجواب               | النتيجة                                     |
| ------------------- | --------------------------------------------------------------- | ------------------- | ------------------- | ----------------------------- | ------------------------------------------- |
| الخامس (تكميلي)     | وزير الكهرباء والماء ووزير الشؤون الاجتماعية والعمل طلال العيار | حسين القلاف         | 26 نوفمبر 2002      | انتهاك مبدأ العدالة والمساواة | تم مناقشة الاستجواب دون تقديم طلب طرح الثقة |

| استجواب محمد ضيف الله شرار | استجواب محمد ضيف الله شرار                        | استجواب محمد ضيف الله شرار | استجواب محمد ضيف الله شرار | استجواب محمد ضيف الله شرار                                      | استجواب محمد ضيف الله شرار         |
| دور الانعقاد               | الوزير المستجوب                                   | مقدمي الاستجواب            | تاريخ التقديم              | موضوع الاستجواب                                                 | النتيجة                            |
| -------------------------- | ------------------------------------------------- | -------------------------- | -------------------------- | --------------------------------------------------------------- | ---------------------------------- |
| الخامس (تكميلي)            | وزير الدولة لشؤون مجلس الوزراء محمد ضيف الله شرار | عبد الله النيباري          | 11 يناير 2003              | بشأن موافقة مجلس الوزراء على مشروع لآليء الخيران ومشروع الوسيلة | نوقش الاستجواب وجددت الثقة بالوزير |

| استجواب جابر المبارك | استجواب جابر المبارك                                        | استجواب جابر المبارك | استجواب جابر المبارك | استجواب جابر المبارك                                                      | استجواب جابر المبارك            |
| دور الانعقاد         | الوزير المستجوب                                             | مقدمي الاستجواب      | تاريخ التقديم        | موضوع الاستجواب                                                           | النتيجة                         |
| -------------------- | ----------------------------------------------------------- | -------------------- | -------------------- | ------------------------------------------------------------------------- | ------------------------------- |
| الخامس (تكميلي)      | نائب رئيس مجلس الوزراء ووزير الدفاع جابر مبارك الحمد الصباح | أحمد نصار الشريعان   | 27 أبريل 2003        | - انتهاك مبدأ المساواة - تعيينات في الدفعة 33 في كلية علي السالم العسكرية | سحب النائب استجوابه دون مناقشته |

### الفصل التشريعي العاشر
| استجواب محمود النوري | استجواب محمود النوري                 | استجواب محمود النوري | استجواب محمود النوري | استجواب محمود النوري | استجواب محمود النوري                                       |
| دور الانعقاد         | الوزير المستجوب                      | مقدمي الاستجواب      | تاريخ التقديم        | موضوع الاستجواب | النتيجة                                                    |
| -------------------- | ------------------------------------ | -------------------- | -------------------- | --- | ---------------------------------------------------------- |
| الثاني               | وزير المالية محمود عبد الخالق النوري | مسلم محمد البراك     | 23 فبراير 2004       | - تخلي الوزير عن مسؤوليته تجاه أملاك الدولة - تناقضات الوزير في شأن احتساب نتائج الوديعة لدى البنك المركزي - قيام شركة خاصة بتحصيل رسوم من السائقين في منفذ العبدلي | نوقش الاستجواب وتم تقديم طلب طرح الثقة وجددت الثقة بالوزير |

| استجواب محمد أحمد الجار الله | استجواب محمد أحمد الجار الله    | استجواب محمد أحمد الجار الله | استجواب محمد أحمد الجار الله | استجواب محمد أحمد الجار الله                                                                                      | استجواب محمد أحمد الجار الله                                                |
| دور الانعقاد                 | الوزير المستجوب                 | مقدمي الاستجواب              | تاريخ التقديم                | موضوع الاستجواب                                                                                                   | النتيجة                                                                     |
| ---------------------------- | ------------------------------- | ---------------------------- | ---------------------------- | --- | --------------------------------------------------------------------------- |
| الثاني                       | وزير الصحة محمد أحمد الجار الله | حسين القلاف                  | 21 أبريل 2004                | - محاربة الكفاءات الوطنية - انتهاك حقوق الإنسان - تجاهل الأسئلة وتعمد عدم الرد عليها - المحسوبية والانتفاع والهدر | نوقش الاستجواب ولم يقدم طلب طرح الثقة لعدم اكتفاء عدد النواب المقدمين للطلب |

| استجواب محمد ضيف الله شرار | استجواب محمد ضيف الله شرار                                                                              | استجواب محمد ضيف الله شرار | استجواب محمد ضيف الله شرار | استجواب محمد ضيف الله شرار                                                 | استجواب محمد ضيف الله شرار                                                                     |
| دور الانعقاد               | الوزير المستجوب                                                                                         | مقدمي الاستجواب            | تاريخ التقديم              | موضوع الاستجواب                                                            | النتيجة                                                                                        |
| -------------------------- | --- | -------------------------- | -------------------------- | -------------------------------------------------------------------------- | ---------------------------------------------------------------------------------------------- |
| الثالث                     | نائب رئيس مجلس الوزراء ووزير الدولة لشؤون مجلس الوزراء ووزير الدولة لشؤون مجلس الأمة محمد ضيف الله شرار | أحمد المليفي علي الراشد    | 21 نوفمبر 2004             | - تجاهل الوزير للأسئلة الموجهة - تجاوزات في هيئة الزراعة - فساد في البلدية | نوقش الاستجواب وانتهى بتكليف ديوان المحاسبة بتقديم تقرير عن التجاوزات وتعهد الوزير بالتصدي لها |

| استجواب عبد الله محمد أبوالحسن | استجواب عبد الله محمد أبوالحسن      | استجواب عبد الله محمد أبوالحسن                 | استجواب عبد الله محمد أبوالحسن | استجواب عبد الله محمد أبوالحسن | استجواب عبد الله محمد أبوالحسن           |
| دور الانعقاد                   | الوزير المستجوب                     | مقدمي الاستجواب                                | تاريخ التقديم                  | موضوع الاستجواب | النتيجة                                  |
| ------------------------------ | ----------------------------------- | ---------------------------------------------- | ------------------------------ | --- | ---------------------------------------- |
| الثالث                         | وزير الإعلام عبد الله محمد أبوالحسن | عواد برد العنزي فيصل علي المسلم وليد الطبطبائي | 10 ديسمبر 2004                 | - مخالف الدستور - مخالف المرسوم الأميري الصادر بشأن وزارة الإعلام - مخالفة قانون المطبوعات والنشر - مخالفة أحكام الشريعة الإسلامية - الإخلال بمبدأ التعاون بين السلطتين | قدم الوزير استقالته قبل مناقشة الاستجواب |

| استجواب أحمد باقر | استجواب أحمد باقر    | استجواب أحمد باقر | استجواب أحمد باقر | استجواب أحمد باقر                                                                                                   | استجواب أحمد باقر                                                |
| دور الانعقاد      | الوزير المستجوب      | مقدمي الاستجواب   | تاريخ التقديم     | موضوع الاستجواب | النتيجة                                                          |
| ----------------- | -------------------- | ----------------- | ----------------- | --- | ---------------------------------------------------------------- |
| الثالث            | وزير العدل أحمد باقر | جمال حسين العمر   | 27 ديسمبر 2004    | - انتهاك أحكام الدستور في ما يخص الهيئة العامة لشؤون القصَّر - عدم الذود عن مصالح الشعب - مخالفة عدد من قوانين الدولة | نوقش الاستجواب وقرر المجلس باقتراح توصيات لمعالجة بنود الاستجواب |

| استجواب محمد أحمد الجار الله | استجواب محمد أحمد الجار الله    | استجواب محمد أحمد الجار الله | استجواب محمد أحمد الجار الله | استجواب محمد أحمد الجار الله | استجواب محمد أحمد الجار الله             |
| دور الانعقاد                 | الوزير المستجوب                 | مقدمي الاستجواب              | تاريخ التقديم                | موضوع الاستجواب | النتيجة                                  |
| ---------------------------- | ------------------------------- | ---------------------------- | ---------------------------- | --- | ---------------------------------------- |
| الثالث                       | وزير الصحة محمد أحمد الجار الله | ضيف الله أبو رمية            | 22 مارس 2005                 | - الاهمال الإداري وعدم التصدي لمشكلة الاعتداءات الجنسية - تردي الأوضاع الصحية - تهاون الوزير في الأخطاء الطبية القاتلة - مساهمة وزارة الصحة في انتشار الإدمان - التعدي على المال العام | قدم الوزير استقالته بعد مناقشة الاستجواب |

| استجواب ناصر المحمد | استجواب ناصر المحمد                        | استجواب ناصر المحمد                       | استجواب ناصر المحمد | استجواب ناصر المحمد | استجواب ناصر المحمد                            |
| دور الانعقاد        | الوزير المستجوب                            | مقدمي الاستجواب                           | تاريخ التقديم       | موضوع الاستجواب | النتيجة                                        |
| ------------------- | ------------------------------------------ | ----------------------------------------- | ------------------- | --- | ---------------------------------------------- |
| الرابع              | رئيس مجلس الوزراء الشيخ ناصر المحمد الصباح | أحمد السعدون أحمد المليفي فيصل علي المسلم | 15 مايو 2006        | - تحويل الحكومة قانون الدوائر الخمس إلى المحكمة الدستورية مما يدل على تماطل الحكومة في تقديم القانون عكس ما وعدت به النواب | حل مجلس الأمة حلا دستوريا قبل مناقشة الاستجواب |

### الفصل التشريعي الحادي عشر
| استجواب محمد السنعوسي | استجواب محمد السنعوسي           | استجواب محمد السنعوسي | استجواب محمد السنعوسي | استجواب محمد السنعوسي                                                                                            | استجواب محمد السنعوسي                    |
| دور الانعقاد          | الوزير المستجوب                 | مقدمي الاستجواب       | تاريخ التقديم         | موضوع الاستجواب                                                                                                  | النتيجة                                  |
| --------------------- | ------------------------------- | --------------------- | --------------------- | --- | ---------------------------------------- |
| الثاني                | وزير الإعلام محمد ناصر السنعوسي | فيصل علي المسلم       | 3 ديسمبر 2006         | - تعدي الوزير على الحريات التي كفلها الدستور - اخلال الوزير بمبدأ التعاون بين السلطتين - اخلال الوزير بمسؤولياته | قدم الوزير استقالته قبل مناقشة الاستجواب |

| استجواب أحمد العبدالله | استجواب أحمد العبدالله           | استجواب أحمد العبدالله                              | استجواب أحمد العبدالله | استجواب أحمد العبدالله                                                                               | استجواب أحمد العبدالله                                                   |
| دور الانعقاد           | الوزير المستجوب                  | مقدمي الاستجواب                                     | تاريخ التقديم          | موضوع الاستجواب                                                                                      | النتيجة                                                                  |
| ---------------------- | -------------------------------- | --------------------------------------------------- | ---------------------- | --- | ------------------------------------------------------------------------ |
| الثاني                 | وزير الصحة أحمد العبدالله الصباح | وليد الطبطبائي أحمد خليفة الشحومي جمعان ظاهر الحربش | 17 يناير 2007          | - التجاوزات الإدارية والفنية - محاربة الكفاءات وهجرة الأطباء - العلاج بالخارج - تدهور الخدمات الصحية | نوقش الاستجواب وقدم طلب طرح الثقة. استقالت الحكومة قبل جلسة مناقشة الطلب |

| استجواب علي الجراح | استجواب علي الجراح           | استجواب علي الجراح                                             | استجواب علي الجراح | استجواب علي الجراح         | استجواب علي الجراح                                                |
| دور الانعقاد       | الوزير المستجوب              | مقدمي الاستجواب                                                | تاريخ التقديم      | موضوع الاستجواب            | النتيجة                                                           |
| ------------------ | ---------------------------- | -------------------------------------------------------------- | ------------------ | -------------------------- | ----------------------------------------------------------------- |
| الثالث             | وزير النفط علي الجراح الصباح | عادل عبد العزيز الصرعاوي عبد الله يوسف الرومي مسلم محمد البراك | 10 يونيو 2007      | - يتعلق بقضية ناقلات النفط | نوقش الاستجواب وقدم طلب طرح الثقة. استقال الوزير قبل مناقشة الطلب |

| استجواب معصومة المبارك | استجواب معصومة المبارك         | استجواب معصومة المبارك         | استجواب معصومة المبارك | استجواب معصومة المبارك | استجواب معصومة المبارك                            |
| دور الانعقاد           | الوزير المستجوب                | مقدمي الاستجواب                | تاريخ التقديم          | موضوع الاستجواب | النتيجة                                           |
| ---------------------- | ------------------------------ | ------------------------------ | ---------------------- | --- | ------------------------------------------------- |
| الثالث                 | وزير الصحة معصومة صالح المبارك | وليد الطبطبائي فيصل علي المسلم | 25 أغسطس 2007          | - تجاوزات مالية وإدارية في وزارة الصحة - تجاوزات في ملف العلاج في الخارج - حريق مستشفى الجهراء - استمرار تدهور الخدمات الصحية | قدمت الوزيرة استقالتها في نفس يوم تقديم الاستجواب |

| استجواب بدر الحميضي | استجواب بدر الحميضي            | استجواب بدر الحميضي | استجواب بدر الحميضي | استجواب بدر الحميضي | استجواب بدر الحميضي                                                        |
| دور الانعقاد        | الوزير المستجوب                | مقدمي الاستجواب     | تاريخ التقديم       | موضوع الاستجواب | النتيجة                                                                    |
| ------------------- | ------------------------------ | ------------------- | ------------------- | --- | -------------------------------------------------------------------------- |
| الثالث              | وزير المالية بدر مشاري الحميضي | ضيف الله أبورمية    | 22 أكتوبر 2007      | - تجاوزات البنك المركزي والهيئة العامة للاستثمار - تحويل مبالغ مالية لشركات وهمية بغرض التنفيع - تعطيل تنفيذ حكم قضائي | تم تعديل وزاري بحيث تم اسناد وزارة النفط للوزير بدل المالية وسقط الاستجواب |

| استجواب عبد الله المعتوق | استجواب عبد الله المعتوق                                     | استجواب عبد الله المعتوق       | استجواب عبد الله المعتوق | استجواب عبد الله المعتوق | استجواب عبد الله المعتوق                                 |
| دور الانعقاد             | الوزير المستجوب                                              | مقدمي الاستجواب                | تاريخ التقديم            | موضوع الاستجواب | النتيجة                                                  |
| ------------------------ | ------------------------------------------------------------ | ------------------------------ | ------------------------ | --- | -------------------------------------------------------- |
| الثالث                   | وزير العدل والأوقاف والشؤون الإسلامية عبد الله معتوق المعتوق | علي صالح العمير وليد الطبطبائي | 22 أكتوبر 2007           | - مخالفات دستورية - التنازل عن أراضي الوقف بشروط مجحفة - التجاوز في مصروف المساجد - إيقاف رقابة ديوان المحاسبة - التنفيع والتكسب - هدر المال العام - مخالفات لجنة تعزيز الوسطية | تم اعفاء الوزير من منصبة في سابقة في تاريخ حكومات الكويت |

| استجواب نورية الصبيح | استجواب نورية الصبيح           | استجواب نورية الصبيح | استجواب نورية الصبيح | استجواب نورية الصبيح | استجواب نورية الصبيح                                        |
| دور الانعقاد         | الوزير المستجوب                | مقدمي الاستجواب      | تاريخ التقديم        | موضوع الاستجواب | النتيجة                                                     |
| -------------------- | ------------------------------ | -------------------- | -------------------- | --- | ----------------------------------------------------------- |
| الثالث               | وزير التربية نورية صبيح الصبيح | سعد رغيان الشريع     | 24 ديسمبر 2007       | - تضليل النواب وعدم التعاون مع السلطة التشريعية - تجاوزات ومخالفات قانونية وإدارية - تراجع التعليم وتفرغ الوزيرة لتصفية حسابات مع قيادات الوزارة - الاعتداء على قيم المجتمع | نوقش الاستجواب وتم تقديم طلب حجب الثقة وجددت الثقة بالوزيرة |

### الفصل التشريعي الثاني عشر
| استجواب ناصر المحمد | استجواب ناصر المحمد                        | استجواب ناصر المحمد                                  | استجواب ناصر المحمد | استجواب ناصر المحمد                                                                   | استجواب ناصر المحمد                  |
| دور الانعقاد        | الوزير المستجوب                            | مقدمي الاستجواب                                      | تاريخ التقديم       | موضوع الاستجواب                                                                       | النتيجة                              |
| ------------------- | ------------------------------------------ | ---------------------------------------------------- | ------------------- | ------------------------------------------------------------------------------------- | ------------------------------------ |
| الثاني              | رئيس مجلس الوزراء الشيخ ناصر المحمد الصباح | وليد الطبطبائي عبد الله حشر البرغش محمد هايف المطيري | 18 نوفمبر 2008      | - التجاوز على القيود الأمنية - ضياع هيبة الدولة - زيادة معدلات الفساد المالي والإداري | استقالة الحكومة قبل مناقشة الاستجواب |

| استجواب ناصر المحمد | استجواب ناصر المحمد                        | استجواب ناصر المحمد | استجواب ناصر المحمد | استجواب ناصر المحمد                       | استجواب ناصر المحمد                  |
| دور الانعقاد        | الوزير المستجوب                            | مقدمي الاستجواب     | تاريخ التقديم       | موضوع الاستجواب                           | النتيجة                              |
| ------------------- | ------------------------------------------ | ------------------- | ------------------- | ----------------------------------------- | ------------------------------------ |
| الثاني              | رئيس مجلس الوزراء الشيخ ناصر المحمد الصباح | فيصل علي المسلم     | 2 مارس 2009         | - التجاوزات في مصروفات ديوان مجلس الوزراء | استقالة الحكومة قبل مناقشة الاستجواب |

| استجواب ناصر المحمد | استجواب ناصر المحمد                        | استجواب ناصر المحمد                                   | استجواب ناصر المحمد | استجواب ناصر المحمد | استجواب ناصر المحمد                  |
| دور الانعقاد        | الوزير المستجوب                            | مقدمي الاستجواب                                       | تاريخ التقديم       | موضوع الاستجواب | النتيجة                              |
| ------------------- | ------------------------------------------ | ----------------------------------------------------- | ------------------- | --- | ------------------------------------ |
| الثاني              | رئيس مجلس الوزراء الشيخ ناصر المحمد الصباح | ناصر جاسم الصانع جمعان ظاهر الحربش عبد العزيز الشايجي | 2 مارس 2009         | - ضياع هيبة الدولة - الإخفاق في انقاذ الاقتصاد - التردد في التعامل مع الأزمة المالية - التجاوزات في مصروفات ديوان مجلس الوزرا - الإخلال في أحكام الدستور | استقالة الحكومة قبل مناقشة الاستجواب |

| استجواب ناصر المحمد | استجواب ناصر المحمد                        | استجواب ناصر المحمد | استجواب ناصر المحمد | استجواب ناصر المحمد                                            | استجواب ناصر المحمد                                         |
| دور الانعقاد        | الوزير المستجوب                            | مقدمي الاستجواب     | تاريخ التقديم       | موضوع الاستجواب                                                | النتيجة                                                     |
| ------------------- | ------------------------------------------ | ------------------- | ------------------- | -------------------------------------------------------------- | ----------------------------------------------------------- |
| الثاني              | رئيس مجلس الوزراء الشيخ ناصر المحمد الصباح | محمد هايف المطيري   | 9 مارس 2009         | - بشأن هدم أحد المساجد المخالف لأملاك الدولة في منطقة الفنيطيس | استقالة الحكومة قبل مناقشة الاستجواب وحل المجلس حلاً دستورياً |

### الفصل التشريعي الثالث عشر
| استجواب جابر الخالد | استجواب جابر الخالد              | استجواب جابر الخالد | استجواب جابر الخالد | استجواب جابر الخالد | استجواب جابر الخالد                                                       |
| دور الانعقاد        | الوزير المستجوب                  | مقدمي الاستجواب     | تاريخ التقديم       | موضوع الاستجواب | النتيجة                                                                   |
| ------------------- | -------------------------------- | ------------------- | ------------------- | --- | ------------------------------------------------------------------------- |
| الأول               | وزير الداخلية جابر الخالد الصباح | مسلم محمد البراك    | 8 يونيو 2009        | - التفريط في الأموال العامة - عدم اتباع الإجراءات القانونية المقررة في شأن المناقصات العامة - الاساءة للعملية الانتخابية لعضوية مجلس الامة - نصب كاميرات تلفزيونية متطورة والمساس بالحريات العامة | نوقش الاستجواب وتم تقديم طلب طرح الثقة وجددت الثقة بالوزير بأغلبية 30 صوت |

| استجواب ناصر المحمد | استجواب ناصر المحمد                        | استجواب ناصر المحمد | استجواب ناصر المحمد | استجواب ناصر المحمد | استجواب ناصر المحمد |
| دور الانعقاد        | الوزير المستجوب                            | مقدمي الاستجواب     | تاريخ التقديم       | موضوع الاستجواب | النتيجة |
| ------------------- | ------------------------------------------ | ------------------- | ------------------- | --- | --- |
| الثاني              | رئيس مجلس الوزراء الشيخ ناصر المحمد الصباح | د. فيصل علي المسلم  | 15 نوفمبر 2009      | - مصروفات ديوان سمو رئيس مجلس الوزراء - تعمد سمو رئيس مجلس الوزراء تظليل الرأي العام والنواب وخداعهم حول ما عرف بقضية شيكات الرئيس للنواب | - تم تحويل الجلسة سرية - لأول مرة في تاريخ الحياة السياسية يصعد رئيس مجلس الوزراء منصة الاستجواب - بعد الانتهاء من المناقشة تم رفض طلب عدم التعاون برفض 35 نائب وقبول 13 نائب وامتناع نائب واحد |

| استجواب جابر الخالد | استجواب جابر الخالد              | استجواب جابر الخالد | استجواب جابر الخالد | استجواب جابر الخالد | استجواب جابر الخالد |
| دور الانعقاد        | الوزير المستجوب                  | مقدمي الاستجواب     | تاريخ التقديم       | موضوع الاستجواب | النتيجة |
| ------------------- | -------------------------------- | ------------------- | ------------------- | --- | --- |
| الثاني              | وزير الداخلية جابر الخالد الصباح | مسلم محمد البراك    | 18 نوفمبر 2009      | - تضليل الشعب الكويتي ومجلس الأمة بعدم الكشف عن كتاب السيد المستشار النائب العام بتاريخ 7/6/2009 حول موضوع المحور الأول من استجواب 23 يونيو من العام 2009. | تم مناقشة الاستجواب وتم طلب طرح الثقة في الوزير المستجوب وكانت النتيجة بتجديد الثقة في الوزير للمرة الثانية بأغلبية 26 صوت مقابل 18 صوت مع طرح الثقة |

| استجواب فاضل صفر | استجواب فاضل صفر                                        | استجواب فاضل صفر   | استجواب فاضل صفر | استجواب فاضل صفر | استجواب فاضل صفر                                      |
| دور الانعقاد     | الوزير المستجوب                                         | مقدمي الاستجواب    | تاريخ التقديم    | موضوع الاستجواب | النتيجة                                               |
| ---------------- | ------------------------------------------------------- | ------------------ | ---------------- | --- | ----------------------------------------------------- |
| الثاني           | وزير الأشغال العامة ووزير الدولة لشئون البلدية فاضل صفر | مبارك محمد الوعلان | 18 نوفمبر 2009   | - الاعتداء على ثوابت الدستور وكسر مبدأ تحقيق العدالة. - تجاوزات ومخالفات إدارية وتضليل. - تجاوزات على المال العام. - تجاوزات ومخالفات في الفتاوي والتحقيقات القانونية. - التخبط في إتخاذ القرارات. - محطة مشرف | انتهى الاستجواب بالمناقشة ولم يتم تقديم طلب طرح الثقة |

| استجواب جابر المبارك | استجواب جابر المبارك                                             | استجواب جابر المبارك | استجواب جابر المبارك | استجواب جابر المبارك | استجواب جابر المبارك                                                  |
| دور الانعقاد         | الوزير المستجوب                                                  | مقدمي الاستجواب      | تاريخ التقديم        | موضوع الاستجواب | النتيجة                                                               |
| -------------------- | ---------------------------------------------------------------- | -------------------- | -------------------- | --- | --------------------------------------------------------------------- |
| الثاني               | النائب الأول لرئيس مجلس الوزراء ووزير الدفاع جابر المبارك الصباح | ضيف الله بورمية      | 19 نوفمبر 2009       | - تجاوزات العلاج بالخارج. - تجاوزات مالية صارخة في مشروع مصانع الثلج. - التسبب بقتل عددمن العسكريين وإصابة آخرين في حادث انفجار الإديرع بسبب الإهمال والتسيب - منع ديوان المحاسبة من التدقيق على أعمال وزارة الدفاع. | حولت الجلسة إلى سرية وانتهى الاستجواب بإحالة التوصيات المقدمة للحكومة |

| استجواب أحمد العبد الله | استجواب أحمد العبد الله                         | استجواب أحمد العبد الله | استجواب أحمد العبد الله | استجواب أحمد العبد الله | استجواب أحمد العبد الله |
| دور الانعقاد            | الوزير المستجوب                                 | مقدمي الاستجواب         | تاريخ التقديم           | موضوع الاستجواب | النتيجة |
| ----------------------- | ----------------------------------------------- | ----------------------- | ----------------------- | --- | --- |
| الثاني                  | وزير النفط والإعلام أحمد عبد الله الأحمد الصباح | علي سالم الدقباسي       | 23 فبراير 2010          | - عدم تطبيق أحكام الرقابة المالية على الشركات والمؤسسات المرخص لها بالنشر. - التراخي في تطبيق أحكام قانون المرئي والمسموع على بعض القنوات الفضائية. | قدم طلب طرح الثقة بالوزير، تم التصويت على طرح الثقة بتاريخ 25 مارس 2010 وصوت 23 نائب مع تجديد الثقة و 22 وامتناع 3 عن التصويت |

| استجواب ناصر المحمد | استجواب ناصر المحمد                        | استجواب ناصر المحمد | استجواب ناصر المحمد | استجواب ناصر المحمد | استجواب ناصر المحمد |
| دور الانعقاد        | الوزير المستجوب                            | مقدمي الاستجواب     | تاريخ التقديم       | موضوع الاستجواب | النتيجة |
| ------------------- | ------------------------------------------ | ------------------- | ------------------- | --- | --- |
| الثاني              | رئيس مجلس الوزراء الشيخ ناصر المحمد الصباح | خالد مشعان الطاحوس  | 30 مايو 2010        | - عدم تطبيق القوانين المعمول بها بالدولة. - عدم متابعة ومحاسبة الجهات المسئولة عن تردي الأوضاع البيئية فيما يخص تلوث منطقة علي صباح السالم مما أدى إلى إلحاق أضرارا بالغة بسكانها. | طلبت الحكومة تحويل الجلسة إلى سرية فوافق المجلس. وقد انسحب مقدم الاستجواب من الجلسة وبذلك أعلن رئيس المجلس عن رفع بند الاستجواب من جدول الأعمال. |

| استجواب ناصر المحمد | استجواب ناصر المحمد                        | استجواب ناصر المحمد                         | استجواب ناصر المحمد | استجواب ناصر المحمد                                | استجواب ناصر المحمد |
| دور الانعقاد        | الوزير المستجوب                            | مقدمي الاستجواب                             | تاريخ التقديم       | موضوع الاستجواب                                    | النتيجة |
| ------------------- | ------------------------------------------ | ------------------------------------------- | ------------------- | -------------------------------------------------- | --- |
| الثالث              | رئيس مجلس الوزراء الشيخ ناصر المحمد الصباح | مسلم محمد البراك د. جمعان الحربش صالح الملا | 5 يناير 2011        | - انتهاك أحكام الدستور والتعدي على الحريات العامة. | تحولت الجلسة إلى سرية بناء على طلب الحكومة.بعد انتهاء الجلسة قدم عشر نواب طلب عدم إمكان التعاون مع سمو رئيس مجلس الوزراء. رفض 25 طرح الثقة بينما وافق 22 مع امتناع نائب واحد، وبذلك تم تجديد الثقة بسمو رئيس مجلس الوزراء. |

| استجواب جابر الخالد | استجواب جابر الخالد              | استجواب جابر الخالد                                     | استجواب جابر الخالد | استجواب جابر الخالد                                                           | استجواب جابر الخالد                              |
| دور الانعقاد        | الوزير المستجوب                  | مقدمي الاستجواب                                         | تاريخ التقديم       | موضوع الاستجواب                                                               | النتيجة                                          |
| ------------------- | -------------------------------- | ------------------------------------------------------- | ------------------- | ----------------------------------------------------------------------------- | ------------------------------------------------ |
| الثالث              | وزير الداخلية جابر الخالد الصباح | د.وليد مساعد الطبطبائي شعيب المويزري سالم نملان العازمي | 8 فبراير 2011       | - وفاة مواطن بسبب تعذيب وتضليل الرأي العام وسوء استخدام السلطة والحنث بالقسم. | قام الوزير بتقديم استقالته قبل مناقشة الاستجواب. |

| استجواب أحمد الفهد | استجواب أحمد الفهد                                                                                                  | استجواب أحمد الفهد                        | استجواب أحمد الفهد | استجواب أحمد الفهد | استجواب أحمد الفهد                  |
| دور الانعقاد       | الوزير المستجوب | مقدمي الاستجواب                           | تاريخ التقديم      | موضوع الاستجواب | النتيجة                             |
| ------------------ | --- | ----------------------------------------- | ------------------ | --- | ----------------------------------- |
| الثالث             | نائب رئيس مجلس الوزراء للشئون الاقتصادية ووزير دولة لشئون التنمية ووزير دولة لشئون الاسكان الشيخ أحمد الفهد الصباح. | مرزوق علي الغانم عادل عبد العزيز الصرعاوي | 22 مارس 2011       | - التفريط بالمال العام من واقع المخالفات الدستورية والتجاوزات المالية في بعض مناقصات المؤسسة العامة للرعاية السكنية. - تسهيل الاستيلاء على المال العام والإضرار به من واقع المخالفات الدستورية والقانونية لعقد المجلس الأولمبي الأسيوي. - مخالفة القوانين ذات العلاقة بالخطة الإنمائية وتضليل الرأي العام. - مخالفة القوانين الوطنية وضياع هيبة الدولة والإضرار بسمعة الكويت ومحاولة إيقاف النشاط الرياضي دوليا. | استقالت الحكومة بتاريخ 31 مارس 2011 |

| استجواب أحمد العبدالله | استجواب أحمد العبدالله                                     | استجواب أحمد العبدالله | استجواب أحمد العبدالله | استجواب أحمد العبدالله | استجواب أحمد العبدالله              |
| دور الانعقاد           | الوزير المستجوب                                            | مقدمي الاستجواب        | تاريخ التقديم          | موضوع الاستجواب | النتيجة                             |
| ---------------------- | ---------------------------------------------------------- | ---------------------- | ---------------------- | --- | ----------------------------------- |
| الثالث                 | وزير النفط ووزير الإعلام الشيخ أحمد عبد الله الأحمد الصباح | فيصل الدويسان          | 29 مارس 2011           | - الالتفاف على نتائج تقرير ديوان المحاسبة بشان تكليف مجلس الأمة بفحص ومراجعة التجاوزات والمخالفات المالية والإدارية بوزارة الإعلام الصادر في سبتمبر 2010. - تقصير وزير الإعلام في أداء مهامه المكلف بها. | استقالت الحكومة بتاريخ 31 مارس 2011 |

| استجواب محمد الصباح | استجواب محمد الصباح                                                     | استجواب محمد الصباح | استجواب محمد الصباح | استجواب محمد الصباح | استجواب محمد الصباح                 |
| دور الانعقاد        | الوزير المستجوب                                                         | مقدمي الاستجواب     | تاريخ التقديم       | موضوع الاستجواب | النتيجة                             |
| ------------------- | ----------------------------------------------------------------------- | ------------------- | ------------------- | --- | ----------------------------------- |
| الثالث              | نائب رئيس مجلس الوزراء ووزير الخارجية الشيخ د. محمد صباح السالم الصباح. | صالح عاشور          | 30 مارس 2011        | - التهاون والتفريط في هيبة الدولة. - عجز الوزير عن القيام بصيانة وحدة المجتمع وعن الدفاع عن وحدة نسيجه الوطني والتخاذل في صد محاولات المساس بالشعب الكويتي. | استقالت الحكومة بتاريخ 31 مارس 2011 |